# サッカーバレンシア州代表
サッカーバレンシア州代表（サッカーバレンシアしゅうだいひょう、Selecció de futbol del País Valencià）は、スペイン・バレンシア州におけるサッカーの選抜チーム。スペインの一地方の選抜チームであり、欧州サッカー連盟(UEFA)や国際サッカー連盟(FIFA)に加盟していないため、UEFA欧州選手権やFIFAワールドカップなどの国際大会への出場資格はない。

## 試合一覧
| 日付           | 場所                             | ホームチーム | スコア | アウェーチーム |
| -------------- | -------------------------------- | ------------ | ------ | -------------- |
| 2006年12月27日 | エルチェ、マルティネス・バレーロ | バレンシア   | 3-1    | ペルー         |
| 2005年12月28日 | バレンシア、メスタージャ         | バレンシア   | 2-1    | コロンビア     |
| 2004年12月28日 | バレンシア、メスタージャ         | バレンシア   | 1-2    | ブルガリア     |
| 2003年12月27日 | バレンシア州                     | バレンシア   | 2-1    | カメルーン     |
| 2002年12月27日 | バレンシア州                     | バレンシア   | 1-2    | ユーゴスラビア |
| 2001年12月28日 | バレンシア州                     | バレンシア   | 4-1    | リトアニア     |
| 1944年4月23日  | カタルーニャ地方                 | カタルーニャ | 2-2    | バレンシア     |
| 1944年3月27日  | バレンシア地方                   | バレンシア   | 3-4    | カタルーニャ   |
| 1936年11月15日 | バレンシア地方                   | バレンシア   | 4-0    | カタルーニャ   |
| 1936年10月18日 | カタルーニャ地方                 | カタルーニャ | 2-0    | バレンシア     |
| 1918年         | バレンシア地方                   | バレンシア   | 3-0    | アラゴン       |
| 1918年         | バレンシア地方                   | バレンシア   | 5-0    | アラゴン       |

### 近年の試合
| 2004年12月28日 |

| バレンシア州        | 1–2 | ブルガリア                        |
| ハビ・モレーノ 90分 |     | ベルバトフ 18分 · マンチェフ 54分 |

| メスタージャ 観客数: 10,000 主審: ビセンテ・リソンド・コルテス |

| 2005年12月28日 |

| バレンシア州                        | 2–1 | コロンビア          |
| D・ナバーロ 9分 · フアンフラン 84分 |     | カストリリョン 10分 |

| メスタージャ 観客数: 10,000 主審: アイサ・ガメス |

| 2006年12月27日 |

| バレンシア州                                | 3–1 | ペルー          |
| ナタリオ 52分 · パッリ 53分 · レドンド 77分 |     | バサーリョ 11分 |

| マルティネス・バレーロ 観客数: 5,000 主審: リソンド・コルテス |

## 選手
- フランシスコ・ファリノス
- セサル・アルソ
- フランシスコ・ルフェテ
- エクトル・フォント
- トニョ
- ラウル・アルビオル
- アンドレス・パロップ
- ペドロ・ロペス
- ホセ・エンリケ
- パブロ・レドンド・マルティネス
- リベロ・パッリ